# Мои (твои) тёмные желания
«Мои (твои) тёмные желания» — второй студийный альбом российской певицы Ooes, выпущенный 25 июня 2021 года. Альбом состоит из 9 треков.

## Об альбоме
Альбому предшествовало три сингла — «Зима», «Ночь» и «Права» — 25 декабря 2020 года, 23 апреля и 11 июня 2021 года.

## Отзывы
Ксения Киселева из SRSLY поставила альбому 4 звезды из 5 и отметила, что «кому-то ее музыка может показаться слишком простой и местами мрачной, но в этом и заключается ее глубокий романтизм». Тихое место в газете Новый взгляд считает, что альбом нельзя перечислить к «ностальгической волне синти-попа, ни к современным течениям вокальной музыки, зараженной влиянием трэпа или канадской волны R&B» он отмечает, что в альбоме отмечается звук «начала десятых», рецензент считает, что вокал Ooes превращается в "семпл, а затем искажается питчем в отдельную мелодию ("Искупление), вместо снейров может звучать мягкий «пумп». В конце рецензии критик отмечает, что альбом — это «действительно красивая музыка, и 22 минуты предостаточно, чтобы это понять». Российский музыкально-развлекательный портал The Flow поместил альбом на 29-е место в списке «Топ-50 отечественных альбомов 2021» в рецензии порталом было отмечено, что «в течение 9 песен она справляется с болезненным расставанием и учится вновь доверять людям, страдает от обжигающего холода одиночества и обретает жар любви в сердце». Анна Османова из портала Союз не добавила альбом в список «21 лучший альбом 2021 года» но посоветовала обратить внимание на альбом. Тара Аквино из Rolling Stone в рецензии на трек «Ночь» отметила, что время, проведенное певицей в церковном хоре, «заложило основу ее меланхолического подхода к поп-музыке».

## Участники записи
- Ooes (Елизавета Оспенникова) — вокал, текстовая составляющая
- Kvasovsky — сведение, продюсирование[5][8]

## Продвижение
В сентябре 2021 года в качестве продвижения альбома Ooes устроила тур по России, Украине и Белоруссии.

## Список композиций
| №                   | Название            | Длительность |
| ------------------- | ------------------- | ------------ |
| 1.                  | «Больше»            | 2:08         |
| 2.                  | «Последнее лето»    | 2:17         |
| 3.                  | «Исповедь»          | 3:06         |
| 4.                  | «Права»             | 2:26         |
| 5.                  | «Зима»              | 2:28         |
| 6.                  | «Ночь»              | 2:29         |
| 7.                  | «Мгла»              | 2:19         |
| 8.                  | «Искупление»        | 2:46         |
| 9.                  | «Клирос»            | 2:08         |
| Общая длительность: | Общая длительность: | 22:07        |

## Чарты
Наивысшая позиция в российском чарте альбомов Apple Music за 28 июня 2021 года — 15 место.